# Toni Kukoč
Toni Kukoč (Spalato, 18 settembre 1968) è un ex cestista jugoslavo e, dal 1992, croato, professionista in Europa e nella NBA.
Nel 2021 è stato inserito fra i membri del Naismith Memorial Basketball Hall of Fame.

## Carriera

### Europa

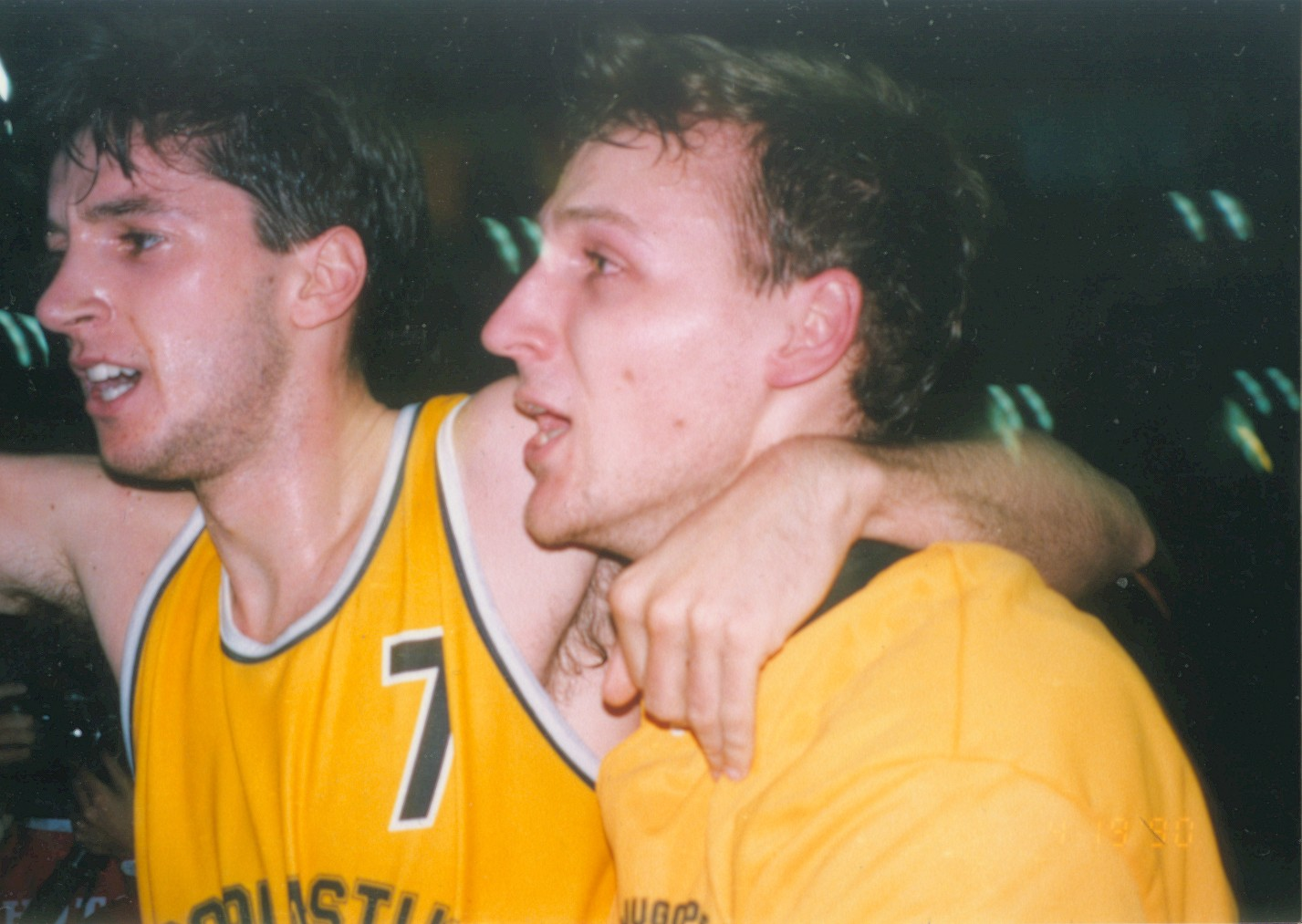
I "monelli" Kukoč e Dino Rađa alla Jugoplastika Spalato

Soprannominato l'Airone di Spalato, Ragno di Spalato, Pink Panther, The Croatian Sensation, la sua carriera iniziò con i "monelli" della Jugoplastika Spalato, con Dino Rađa. Con la maglia della Jugoplastika vinse per quattro anni consecutivi il campionato nazionale jugoslavo e tre volte la Coppa dei Campioni (1989, 1990, 1991), realizzando nelle stagioni 1989 e 1990 il Triple Crown.
Nel 1991 passa alla Benetton Basket di Treviso per una cifra milionaria. Nella sua prima stagione conquista lo scudetto e raggiunge la finale di Coppa Italia venendo però sconfitto dalla Scavolini Pesaro per 95-92. In questa prima stagione forma un'incredibile coppia con Vinny Del Negro. Nella stagione 1992-93 la squadra raggiunge di nuovo le finali dei tornei nazionali ma nonostante buone prestazioni nelle finali scudetto, la Benetton Treviso perde nettamente contro la Virtus Bologna di Predrag Danilović mentre risulta vincitrice in Coppa Italia sempre contro la formazione bolognese battendola 75-73. La squadra di Treviso raggiunge in quella stagione anche la finale di Coppa dei Campioni dove viene però sconfitta dal Limoges 59-55.
Conclude la sua avventura italiana con circa 20 punti, 6 rimbalzi e 5 assist di media in campionato nelle 2 stagioni.

### NBA
Kukoč fu selezionato al Draft NBA del 1990 come 29ª scelta, ma rimase a giocare in Europa per altre 3 stagioni. Nel 1993 arriva la consacrazione: viene chiamato nella NBA, a far parte del roster dei Chicago Bulls dell'era Michael Jordan. Ma proprio in coincidenza con il suo arrivo Michael Jordan si ritirò nel 1993 e Kukoč si ritrovò immediatamente con grandi responsabilità in una squadra reduce da tre titoli NBA e priva della sua star principale e miglior giocatore NBA. Celebre gara 3 della semifinale di Conference ai Playoffs '94 in cui, dopo che Phil Jackson assegnò l'ultimo tiro a Kukoč, Scottie Pippen si rifiutò di rientrare in campo: Kukoč realizzò il canestro allo scadere e i Bulls vinsero la partita.
Dopo un anno e mezzo Jordan rientrò nella NBA e i Bulls tornarono competitivi al vertice; vinsero infatti i seguenti tre titoli NBA (1996-1998) e Kukoč fu nominato miglior sesto uomo della NBA nel 1996. Rimase a Chicago per sei anni, dimostrando nell'ultimo anno di poter essere anche un ottimo realizzatore NBA (quasi 20 di media).
Negli anni successivi passa prima ai Philadelphia 76ers, chiamato per sopperire alle lacune in regia di Allen Iverson, poi agli Atlanta Hawks e infine ai Milwaukee Bucks, dove conclude la carriera con un rendimento non sempre costante. Nel settembre 2006 annuncia il ritiro dai campi di gioco.

### Nazionale

#### Jugoslavia
Partecipò con la nazionale jugoslava ai mondiali Juniores di Bormio del 1987. La nazionale vinse il trofeo battendo in finale gli Stati Uniti 86-76 e Kukoč stabilì il record di canestri da tre punti realizzati in una partita con 11/12 proprio contro la compagine statunitense. Al termine della manifestazione venne anche insignito del premio di MVP del torneo.
Con la nazionale Jugoslava partecipò a 3 europei, un mondiale e una olimpiade, conquistò la medaglia d'argento alle Olimpiadi di Seul 1988, il titolo mondiale nel Campionato mondiale maschile di pallacanestro 1990 risultando anche MVP del torneo e 2 campionati europei, 1989 e 1991, risultando l'MVP del torneo nel 1991, e arrivando terzo nella prima partecipazione del 1987.

#### Croazia
In concomitanza con la guerra d'indipendenza croata Kukoč divenne nazionale croato. La prima grande manifestazione a cui partecipò furono le Olimpiadi del 1992. Durante il torneo giocò contro il Dream Team USA e durante i gironi eliminatori fu annientato da Pippen e Jordan i quali non apprezzavano tutto l'interesse che già i Bulls mostravano verso il croato. Ma la Croazia, guidata anche da Dražen Petrović, arrivò in finale e ritrovò gli Stati Uniti. La Croazia resistette un intero tempo contro il Dream Team, che aveva battuto qualsiasi squadra e vinto sempre con un margine medio di oltre 44 punti, per poi arrendersi sul finale di partita.
In generale con la nazionale croata ha partecipato a due Olimpiadi, un Mondiale e due Europei; ha vinto la medaglia d'argento alle Olimpiadi di Barcellona 1992, dietro al Dream Team statunitense, ed è arrivato terzo al Mondiale1994 e all'Europeo 1995.

## Statistiche
| † | Denota le stagioni in cui ha vinto il titolo |

### Serie A
| Anno       | Squadra       | PG | PT | MP   | TC%  | 3P%  | TL%  | RP  | AP  | PRP | SP  | PP   |
| ---------- | ------------- | -- | -- | ---- | ---- | ---- | ---- | --- | --- | --- | --- | ---- |
| 1991-1992† | Pall. Treviso | 31 | 31 | 37,6 | 61,3 | 43,1 | 70,6 | 5,3 | 5,7 | 2,4 | 0,3 | 20,5 |
| 1992-1993  | Pall. Treviso | 37 | 37 | 36,8 | 61,6 | 35,2 | 76,0 | 6,6 | 4,8 | 2,3 | 0,3 | 19,2 |
| Carriera   | Carriera      | 68 | 68 | 37,2 | 61,4 | 39,2 | 74,1 | 6,0 | 5,2 | 2,3 | 0,3 | 19,8 |

### NBA

#### Regular season
| Anno       | Squadra            | PG  | PT  | MP   | TC%  | 3P%  | TL%  | RP  | AP  | PRP | SP  | PP   |
| ---------- | ------------------ | --- | --- | ---- | ---- | ---- | ---- | --- | --- | --- | --- | ---- |
| 1993-1994  | Chicago Bulls      | 75  | 8   | 24,1 | 43,1 | 27,1 | 74,3 | 4,0 | 3,4 | 1,1 | 0,4 | 10,9 |
| 1994-1995  | Chicago Bulls      | 81  | 55  | 31,9 | 50,4 | 31,3 | 74,8 | 5,4 | 4,6 | 1,3 | 0,2 | 15,7 |
| 1995-1996† | Chicago Bulls      | 81  | 20  | 26,0 | 49,0 | 40,3 | 77,2 | 4,0 | 3,5 | 0,8 | 0,3 | 13,1 |
| 1996-1997† | Chicago Bulls      | 57  | 15  | 28,2 | 47,1 | 33,1 | 77,0 | 4,6 | 4,5 | 1,1 | 0,5 | 13,2 |
| 1997-1998† | Chicago Bulls      | 74  | 52  | 30,2 | 45,5 | 36,2 | 70,8 | 4,4 | 4,2 | 1,0 | 0,5 | 13,3 |
| 1998-1999  | Chicago Bulls      | 44  | 44  | 37,6 | 42,0 | 28,5 | 74,0 | 7,0 | 5,3 | 1,1 | 0,3 | 18,8 |
| 1999-2000  | Chicago Bulls      | 24  | 23  | 36,2 | 38,1 | 23,1 | 76,1 | 5,4 | 5,2 | 1,8 | 0,8 | 18,0 |
| 1999-2000  | Philadelphia 76ers | 32  | 8   | 28,6 | 43,8 | 28,9 | 67,3 | 4,5 | 4,4 | 1,0 | 0,3 | 12,4 |
| 2000-2001  | Philadelphia 76ers | 48  | 5   | 20,4 | 45,8 | 41,0 | 59,1 | 3,4 | 1,9 | 0,7 | 0,1 | 8,0  |
| 2000-2001  | Atlanta Hawks      | 17  | 14  | 36,4 | 49,2 | 48,1 | 68,1 | 5,7 | 6,2 | 0,8 | 0,3 | 19,7 |
| 2001-2002  | Atlanta Hawks      | 59  | 9   | 25,3 | 41,9 | 31,0 | 71,2 | 3,7 | 3,6 | 0,8 | 0,3 | 9,9  |
| 2002-2003  | Milwaukee Bucks    | 63  | 0   | 27,0 | 43,2 | 36,1 | 70,6 | 4,2 | 3,7 | 1,3 | 0,5 | 11,6 |
| 2003-2004  | Milwaukee Bucks    | 73  | 0   | 20,8 | 41,7 | 29,2 | 72,9 | 3,7 | 2,7 | 0,8 | 0,3 | 8,4  |
| 2004-2005  | Milwaukee Bucks    | 53  | 6   | 20,7 | 41,0 | 36,2 | 72,1 | 3,0 | 3,0 | 0,7 | 0,2 | 5,6  |
| 2005-2006  | Milwaukee Bucks    | 65  | 0   | 15,7 | 38,9 | 30,6 | 71,4 | 2,3 | 2,1 | 0,5 | 0,3 | 4,9  |
| Carriera   | Carriera           | 846 | 259 | 26,3 | 44,7 | 33,5 | 72,9 | 4,2 | 3,7 | 1,0 | 0,3 | 11,6 |

#### Play-off
| Anno     | Squadra            | PG | PT | MP   | TC%  | 3P%  | TL%  | RP  | AP  | PRP | SP  | PP   |
| -------- | ------------------ | -- | -- | ---- | ---- | ---- | ---- | --- | --- | --- | --- | ---- |
| 1994     | Chicago Bulls      | 10 | 0  | 19,4 | 44,8 | 42,1 | 73,5 | 4,0 | 3,6 | 0,5 | 0,3 | 9,3  |
| 1995     | Chicago Bulls      | 10 | 10 | 37,2 | 47,7 | 43,8 | 69,2 | 6,8 | 5,7 | 1,0 | 0,2 | 13,8 |
| 1996†    | Chicago Bulls      | 15 | 5  | 29,3 | 39,1 | 19,1 | 83,8 | 4,2 | 3,9 | 0,9 | 0,3 | 10,8 |
| 1997†    | Chicago Bulls      | 19 | 0  | 22,3 | 36,0 | 35,8 | 70,7 | 2,8 | 2,8 | 0,7 | 0,2 | 7,9  |
| 1998†    | Chicago Bulls      | 21 | 17 | 30,3 | 48,6 | 37,7 | 64,5 | 3,9 | 2,9 | 1,2 | 0,5 | 13,1 |
| 2000     | Philadelphia 76ers | 10 | 0  | 25,7 | 41,9 | 32,4 | 58,8 | 3,1 | 1,7 | 1,0 | 0,3 | 9,3  |
| 2003     | Milwaukee Bucks    | 6  | 0  | 30,7 | 49,2 | 37,9 | 70,0 | 4,2 | 3,7 | 2,2 | 0,2 | 14,8 |
| 2004     | Milwaukee Bucks    | 5  | 0  | 21,0 | 50,0 | 33,3 | 50,0 | 2,8 | 0,8 | 0,6 | 0,4 | 8,4  |
| 2006     | Milwaukee Bucks    | 3  | 0  | 17,7 | 57,1 | 62,5 | 50,0 | 1,7 | 3,0 | 0,3 | 0,0 | 7,3  |
| Carriera | Carriera           | 99 | 32 | 26,9 | 44,0 | 34,2 | 69,7 | 3,9 | 3,2 | 1,0 | 0,3 | 10,7 |

#### Massimi in carriera
- Massimo di punti: 34 vs Miami Heat (4 aprile 1996)[2]
- Massimo di rimbalzi: 14 (2 volte)
- Massimo di assist: 13 vs Toronto Raptors (25 gennaio 1997)
- Massimo di palle rubate: 6 vs New Jersey Nets (22 aprile 2003)
- Massimo di stoppate: 4 vs Washington Wizards (21 febbraio 1998)
- Massimo di minuti giocati: 48 vs Cleveland Cavaliers (15 marzo 1999)

## Palmarès

### Club

#### Competizioni nazionali
- YUBA liga: 4

Spalato: 1987-88, 1988-89, 1989-90, 1990-91
- Coppa di Jugoslavia: 2

Spalato: 1990, 1991
- Campionato italiano: 1

Pall. Treviso: 1991-92
- Coppa Italia: 1

Pall. Treviso: 1993
- Campionato NBA: 3

Chicago Bulls: 1996, 1997, 1998

#### Competizioni internazionali
- Coppa dei Campioni: 3

Spalato: 1988-89, 1989-90, 1990-91

### Nazionale
- Mondiali Under-19: 1

Jugoslavia: 1987
- Argento olimpico: 2

Jugoslavia: Seoul 1988
Croazia: Barcellona 1992
- Europei: 2

Jugoslavia: 1989, 1991
- Mondiali: 1

Jugoslavia: 1990
- Goodwill Games: 1

Jugoslavia: 1990

### Individuale
- MVP mondiale Under-19: 1

1987
- Euroleague Final Four MVP: 3 (record condiviso con Vasilīs Spanoulīs)

1989-90, 1990-91, 1992-93
- FIBA World Cup MVP: 1

1990
- FIBA EuroBasket MVP: 1

1991
- FIBA World Cup All-Tournament Teams: 1

1990
- NBA All-Rookie Second Team: 1

1994
- Sesto uomo dell'anno: 1

1996

#### Hall of Fame
- Membro del FIBA Hall of Fame dal 2017
- Inserito nella Naismith Memorial Basketball Hall of Fame nel 2021